# Mars och Venus förenade av kärlek
Mars och Venus förenade av kärlek är en oljemålning av den venetianske renässanskonstnären Paolo Veronese. Den målades på 1570-talet och ingår sedan 1910 i samlingarna på Metropolitan Museum of Art i New York.
Målningen skildrar kärleken mellan den romerske krigsguden Mars och kärleksgudinnan Venus som i grekisk mytologi motsvaras av Ares och Afrodite. Deras kärleksmöten och Venus make Vulcanus svartsjuka är ett vanligt förekommande konstmotiv. Två putti uppmuntrar deras kärlek: den ena genom att snöra ihop deras ben medan den andra håller tillbaka Mars stridshäst. Mjölken som flödar från Venus bröst symboliserar kärlekens stärkande och livgivande kraft. 
Målningen beställdes av den tysk-romerske kejsaren Maximilian II eller hans efterträdare Rudolf II och förvarades i Pragborgen när den erövrades av svenska trupper 1648 ("Pragrovet"). Drottning Kristina tog med sig målningen till Rom efter sin abdikation där den så småningom hamnade i familjen Odescalchis ägo. Den ingick därefter i Filip II av Orléans enastående konstsamling som efter franska revolutionen splittrades och stora delar inklusive Mars och Venus förenade av kärlek hamnade i England.